# Verbond van Vlaamse Pinkstergemeenten
Het Verbond van Vlaamse Pinkstergemeenten is een geloofsgemeenschap van de pinksterbeweging die actief is in Vlaanderen en aangesloten is bij de Evangelische Alliantie Vlaanderen (EAV), de Federale Synode van Protestantse en Evangelische Kerken in België (FSPEKB) en de Pentecostal European Fellowship (PEF). De VVP op haar beurt is eveneens een koepelorganisatie, ze telt 83 aangesloten gemeenten en acht organisaties. Het totale aantal Pinkster-gelovigen in België wordt geschat op circa 26.000. Voorzitter is Koen Celis en ondervoorzitter is Fred Visee.

## Geschiedenis
De VVP ontstond in maart 1993 uit een fusie van twee andere overkoepelende verbanden van pinkstergemeenten in Vlaanderen, met name de Broederschap van Vlaamse Pinkstergemeenten (1969) en de Belgische Christelijke Pinkstergemeenschap Elim (1978). De eerste bronnen die spreken over de pinksterbeweging in België stammen uit 1910. Er zou toen een kleine pinksterkerk in Antwerpen zijn geweest. De (eerste) pinksterkerken in Vlaanderen werden vooral gesticht door Nederlandse zendelingen. In Wallonië kreeg in 1931 de Pinksterbeweging vaste voet aan de grond door het werk van de Engelse zendeling Douglas R. Scot.